# مارک کوژمینسکی
مارک یان کوزمینسکی (لهستانی: Marek Jan Koźmiński؛ زادهٔ ۷ فوریهٔ ۱۹۷۱) یک بازیکن فوتبال بازنشسته اهل لهستان است. 
وی در تیم ملی فوتبال لهستان بازی کرده‌است. کوژمینسکی عضوی از تیم ملی لهستان بود که در بازی‌های المپیک تابستانی ۱۹۹۲ توانست مدال نقره را بدست بیاورد، او همچنین با این تیم در جام جهانی فوتبال ۲۰۰۲ حاضر بوده‌است.